# 斷訊
《斷訊》（英語：Leave the World Behind）是一部2023年美國心理驚悚電影，改編自魯曼·阿蘭的2020年同名小說，講述了一家人在長島度假時被一對陌生人打斷，帶來了神秘停電的消息，導致他們得在崩潰的世界中過度危機。電影由山姆·艾斯梅爾編導，主演包括茱莉亞·羅勃茲（兼監製）、馬赫夏拉·阿里、伊森·霍克、麥哈拉和凱文·貝肯。
《斷訊》2023年10月25日在中國戲院舉行全球首映，2023年11月22日在美國有限上映，2023年12月8日在串流媒體Netflix上線。

## 劇情
厭倦工作與生活的阿曼达·桑福德（Amanda Sandford）和她的丈夫克莱（Clay）以及他们的孩子阿奇（Archie長子）和罗丝（Rose長女）前往位於臨近紐約市的東漢普敦小鎮的出租屋展開假期。抵達採買完後便去沙灘曬太陽開始放鬆，卻遇到貨輪（白獅號）迷航朝他們駛來並擱淺，驚魂後返回渡假屋，開始发现Wi-Fi无法使用、電視沒有訊號；並在花園看到母鹿帶著小鹿。入夜後，穿著體面的陌生男子G.H（G.H. Scott）和他的女儿鲁思（Ruth）來到房子，自稱屋主并說明了城中停电與無網路的情形。阿曼达对此表示怀疑，不想让他们留宿，但最後克莱还是允许他们留在屋里過夜。魯思打開電視，電視所有頻道都在播放紧急狀態的警報通知。
第二章 曲線
第二天早上，罗丝因为Wi-Fi和电视仍然无法使用追劇而感到愤怒。阿曼达被吵醒後在手机螢幕上看到各家新聞提醒；內容為電力故障與駭客攻擊，有一條卻是亂碼，因為消失無法讀取更加心慌。羅絲观察到院子出現異常大群的鹿卻不敢告知父母；克莱去镇上買報紙卻因沒有導航迷路，途中遇到一位讲西班牙语看似崩潰的女傭，不顧阻止繼續往前開，之後遇到一片紅色的不明物才害怕的掉頭駛離。G.H.決定開車至鄰居家看看，卻發現鄰居後院沿岸有飛機失事殘骸；隨後又遇到了另一架飛機失控墜毀，也意識到自己正要搭機返國的妻子已凶多吉少；G.H.在鄰居家帶走一部卫星电话，但没有信号。罗丝和阿奇在森林里發現一个獵人小屋，阿奇在回程从脚踝上取下了一只蜱。G.H.回到家后，指出卫星连接已中断並告知阿曼達自己所見，在一陣討論時聽到遠處的爆炸聲，阿曼達意識到小孩不在身邊的同時又響起一陣刺耳的噪音，阿曼達奪門而出尋找他們。
第三章 噪音
阿曼達在林中與小孩們相遇。安全帶回後，正當大家討論噪音可能的成因時，克莱回到渡假屋，带回一張紅底色的阿拉伯文空飄单，被阿奇指出上面的阿文是“美國之死”之意。阿曼達一家人决定離開前往阿曼达在新泽西的姐姐家，但途中他们被無人駕駛自撞的特斯拉车群堵住高速車道，逃過特斯拉的自駕攻擊後，只能返回G.H.的渡假屋。
第四章洪水
回到渡假屋後，夜晚大人齊聚討論下一步無果，各自離場，鲁思在池畔與克莱吸小菸閒聊，克萊說出他沒有幫助驚恐的西班牙人與先前貨輪擱淺的事，隨後在游泳池畔看到了一群火烈鸟的到來。同時阿曼达和G.H.在屋內飲酒；透過閒聊建立了信任。隨後到來的尖銳噪音再次刺耳，玻璃破裂，电力開始中断。阿奇開始發燒，入睡時，阿奇發燒，罗丝给阿曼达讲了《白宫群英》中有关溺水者拒絕上帝施救的故事。第三天早上，阿奇發燒退了，牙齿卻開始脫落。
第五章 最後一章（The last one）
G.H.建议去找丹尼（Danny；當地居民/G.H.的施工商；生存主義者）以获得幫助。罗丝找不到人，家裡少了一台腳踏車。G.H.和克萊決定去找丹尼尋求幫助；而阿曼达和鲁思则決定寻找罗丝。
G.H.與克萊幾經周旋，丹尼才願意提供藥品（可能是抗組織胺）與阿奇服下，言談中丹尼提及关于國家樹敵太多，可能遭受輻射攻擊和另一位屋主有施蓋豪華避难所的信息。G.H.在車上向克萊表示国家正处于社会秩序崩溃和内战风险時，人們可能會互相殘殺，要求彼此互信；並覺得應該去有豪華避難所的屋子一探究竟。
同時，阿曼达和鲁思循著腳踏車痕找到在森林的獵人小屋，在屋內發生爭執，出來後魯思在獵人小屋旁遇到一大群鹿並包圍她；阿曼達驚險的出現並共同驅離鹿群後，她們繼續在森林尋找羅絲，遠處看到一處豪宅，也看到對岸的纽约市中心正遭受攻擊煙硝四起。罗丝此時在不知名的房子里放任的吃著零食，聽到有人呼喊她的名字，好奇走下樓，打開了防爆門找到了充滿物資的避難所，看到了一整面DVD牆，并播放了《老友记》的最終集(The last one)。羅絲露出笑容，隨著六人行的主題曲；全劇終。

## 演員
- 茱莉亞·羅勃茲飾演亞曼達
- 馬赫夏拉·阿里飾演
- 伊森·霍克飾演克萊
- 麥哈拉飾演露絲
- 法拉·麥肯齊（Farrah Mackenzie）飾演蘿絲
- 查理·伊凡（Charlie Evans）飾演亞契
- 凱文·貝肯飾演丹尼

## 製作
Netflix2020年7月贏得了小說《斷訊》版權的競購戰，改編電影由山姆·艾斯梅爾編導，茱莉亞·羅勃茲和丹佐·華盛頓預定擔任主演及監製。2021年9月，馬赫夏拉·阿里加入演出陣容，接替了已退出的華盛頓。伊森·霍克與麥哈拉·哈羅德在2022年1月被報導參演本片。
本片2022年4月在長島的設計住宅中開始主要拍攝。劇組2022年5月19日在紐約州卡托納進行了額外拍攝。

## 發行
《斷訊》2023年10月25日在中國戲院舉行全球首映。電影2023年11月22日在美國有限上映，2023年12月8日在Netflix上線。

## 外部連結
- 在Netflix上觀看《斷訊》
- 互联网电影数据库（IMDb）上《斷訊》的资料（英文）